# Anna Kowalska
Anna Kowalska z domu Chrzanowska (ur. 26 kwietnia 1903 we Lwowie, zm. 7 marca 1969 w Warszawie) – polska pisarka, nowelistka, autorka dziennika.

## Życiorys
Córka Ludwika. Mieszkała i tworzyła we Lwowie, w czasie wojny w Warszawie. Jako rodowita lwowianka czuła także po wojnie więź z miastem dzieciństwa i młodości, co ujawniała w swej twórczości. Kowalska włączała się w życie literackie międzywojennego Lwowa, współpracowała z pismem „Sygnały” i grupą literacką „Przedmieście”, w roku 1936 współorganizowała Zjazd Pracowników Kultury. Studiowała filologię klasyczną, a ukończyła romanistykę na Uniwersytecie Jana Kazimierza we Lwowie. Znajomość greki i łaciny, niemieckiego, a zwłaszcza biegła znajomość francuskiego, którym władała ze swadą, powiązana z żywą i chłonną wrażliwością intelektualną, pozwoliły jej czytać w oryginale dzieła klasyków, także śledzić z uwagą współczesną kulturę Zachodu.
W roku 1924 mężem Anny Chrzanowskiej został jej profesor, starszy o 10 lat Jerzy Kowalski, filolog klasyczny na lwowskim uniwersytecie. W okresie międzywojennym wiele podróżowali po Europie: byli m.in. we Włoszech, Paryżu, także w Lozannie (gdzie Kowalska uczęszczała na wykłady z literatury łacińskiej), Berlinie i Monachium (gdzie również słuchała wykładów uniwersyteckich). Małżeństwo to, oparte (jak świadczy dziennik) bardziej na szacunku i czułości, niż wielkim uczuciu, miało okresy wzajemnej obcości, to znów odnalezionego na nowo ciepła. W roku 1946 we Wrocławiu urodziła się ich córka Maria, zwana w domu Tulą. 
Po wybuchu wojny Kowalscy pozostali w radzieckim już Lwowie: Jerzy wykładał dalej na uniwersytecie, Anna obserwowała ze zgrozą polityczne represje (jej brat trafił do więzienia, a bratową Rosjanie deportowali na Syberię). W roku 1943 trafili do Warszawy, gdzie Kowalska włączyła się w życie konspiracyjne. Była w mieście podczas powstania warszawskiego.
W 1945 osiadła z mężem we Wrocławiu, gdzie Jerzy Kowalski organizował filologię klasyczną na Uniwersytecie Wrocławskim. Zamieszkali na Karłowicach, w willi przy ul. Samuela Bogumiła Lindego 10. Po śmierci męża (w 1948 zmarł na raka) Kowalska pozostała we Wrocławiu. Włączyła się z energią w życie literackie i intelektualne miasta, w latach 1947–1952 była współredaktorem kwartalnika „Zeszyty Wrocławskie”. Pokój w domu przy ul. Lindego wynajmował Czesław Hernas, wówczas student polonistyki, potem serdecznie zaprzyjaźniony z Kowalską i Marią Dąbrowską. W 1951 roku otrzymała Nagrodę Państwową III stopnia.
W roku 1954 Anna Kowalska przeniosła się do Warszawy i zamieszkała z córką wraz z Marią Dąbrowską (w obszernym mieszkaniu w przedwojennej kamienicy w Al. Niepodległości). W roku 1963 wspólnie odbyły wyprawę do Włoch, Szwajcarii i Paryża – odwiedzając m.in. Gustawa Herlinga-Grudzińskiego, Jerzego Giedroycia i Jerzego Stempowskiego. Włączyła się w życie literackie stolicy. Należała do ZLP i Pen Clubu. Była jedną z sygnatariuszek tzw. Listu 34 skierowanego do premiera Cyrankiewicza w sprawie wolności kultury. Mimo postępów choroby śledziła wydarzenia marcowe, gorzko stwierdzając w dzienniku antydemokratyczne działania władz.
Kowalska miała orientację biseksualną. W roku 1941 poznała we Lwowie Marię Dąbrowską, po dwóch latach przeniosła się wraz z mężem do Warszawy, osiadając w domu przy ul. Polnej, w którym od lat mieli mieszkanie Dąbrowska i Stanisław Stempowski. Wkrótce zawiązała się między kobietami przyjaźń, a z czasem namiętna miłość. Nie był to związek łatwy: „To, co dzieje się między Anną i Marią, jest miłosną grą; namiętność miesza się z nienawiścią, fascynacja z niechęcią, a podziw ze zmęczeniem”. Anna Kowalska pozostała dozgonną przyjaciółką i towarzyszką życia Dąbrowskiej. Więź trwała także w okresie pobytu Kowalskiej we Wrocławiu i niezależnie od jej macierzyństwa. Wspólne życie w Warszawie to jednak przyjaźń i miłość coraz mocniej dręczące. Kowalska czuła (co relacjonuje w dzienniku) rozdarcie między córkę Tulcię a Dąbrowską, które nie lubiły się. Przez ostatnie lata życia Dąbrowska mieszkała we własnym domu w podwarszawskim Komorowie. Po jej śmierci w 1965 Kowalską najpierw upokorzył testament przyjaciółki (w którym została pominięta), zanim odnalazł się zapis późniejszy, uwzględniający ją i czyniący odpowiedzialną za spuściznę pisarską. 

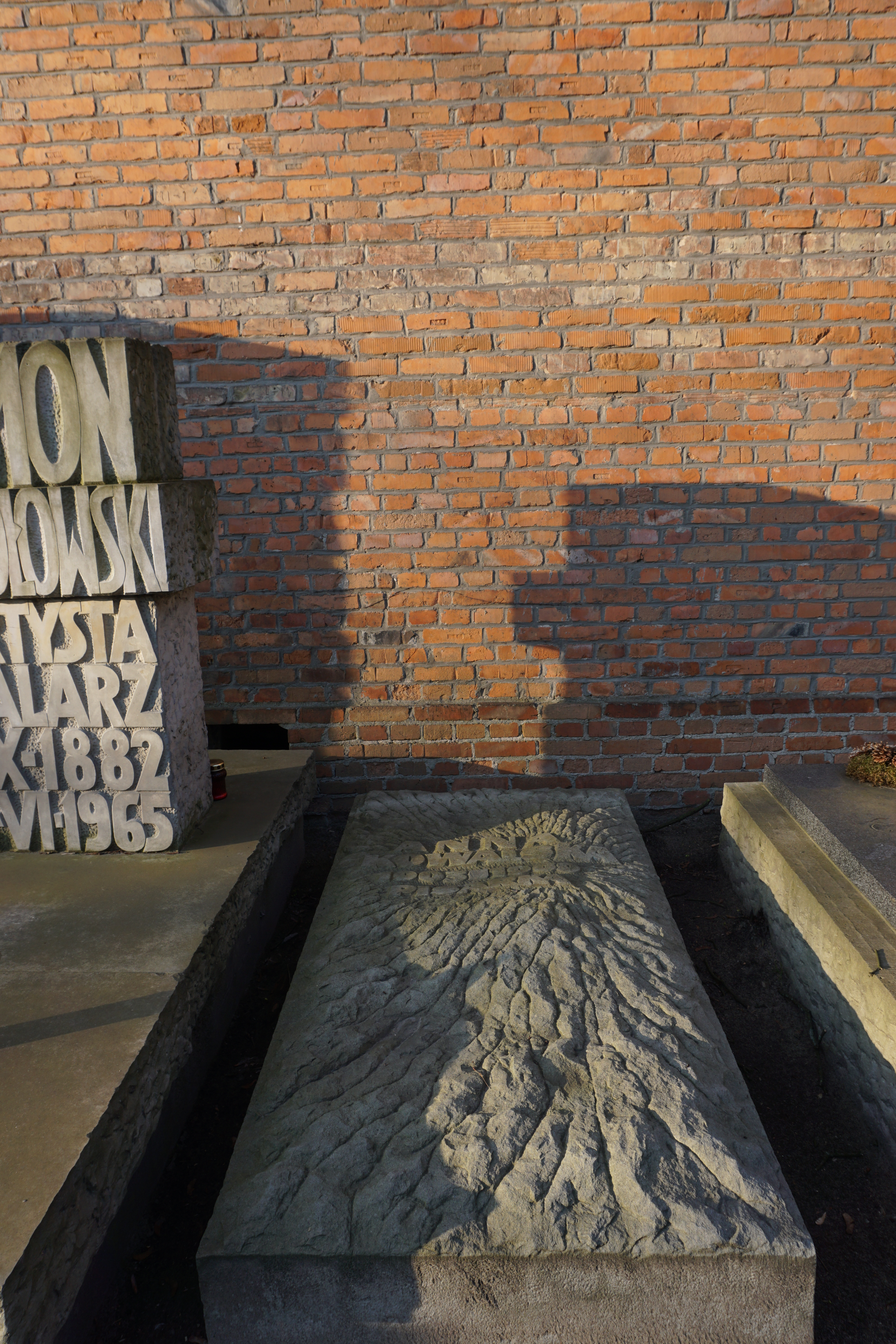
Grób Anny Kowalskiej na cmentarzu Powązkowskim

Anna Kowalska miała poglądy polityczne lewicowe (zawsze jednoznacznie dalekie od komunizmu), czując się zarazem chrześcijanką. Ceniona była jako błyskotliwa rozmówczyni (Maria Dąbrowska podkreślała jej „efektowną umysłowość”), osoba otwarta i tolerancyjna, miała wielu dobrych znajomych pośród pisarzy, traktowana jak autorytet (także w sprawach walki z komunistyczną władzą). Byli to m.in. Jerzy Andrzejewski, Władysław Broniewski, Marian Czuchnowski, Paweł Hertz, Jarosław Iwaszkiewicz, Jan Parandowski, Antoni Słonimski, Julian Stryjkowski, Melchior Wańkowicz, Jerzy Zawieyski, Julia Hartwig. Zawsze mimo to, jak świadczą zapiski w dzienniku, czuła się osamotniona. Pełen emocji portret Kowalskiej dają dzienniki Marii Dąbrowskiej.
Zmarła po długich (relacjonowanych w dzienniku) cierpieniach, na chorobę nowotworową. Pochowana na cmentarzu Powązkowskim (Aleja Zasłużonych-1-143).

## Twórczość
Ceniła epikę (w dzienniku rozpatruje Noce i dnie Dąbrowskiej, „oddech epicki” Zofii Nałkowskiej i jej przyjaciółki Heleny Boguszewskiej, chwali Conrada i Prousta), jako pisarkę pociągała ją proza. Była autorką opowiadań i powieści historycznych i współczesnych. Najpierw pisała i publikowała wraz z mężem, Jerzym. Debiutem literackim była wydana w 1931 powieść Catalina, napisana wspólnie z mężem.
Pierwszym docenionym ogniwem samodzielnej twórczości własnej Anny Kowalskiej był tom Opowiadania greckie, wydany w 1949. Polski PEN Club wyróżnił go Nagrodą im. Hemingwaya. Ceniono też autobiograficzną prozę Na rogatce (1953), przedstawiającą Lwów sprzed lat. Maria Dąbrowska opisała ją z entuzjazmem w dzienniku:
„Przeczytałam to wczoraj. To bardzo dobra, pełna uroku książka, przeczytałam ją prawdziwie jednym tchem. Oprócz Opowiadań greckich najlepsza książka Anny i najbardziej sercem pisana”
Ambitnym przedsięwzięciem pisarskim, poprzedzonym studiami nad renesansem, stał się Wójt wolborski (1955) – obszerna opowieść o Andrzeju Fryczu-Modrzewskim (jej kontynuacja to Astrea).
Ze znajomości antyku wyrasta Safona (1959) – opowieść fabularna o poetce greckiej i jej skomplikowanym życiu uczuciowym.
Styl pisarski Kowalskiej jest wyrafinowany, zarazem ascetycznie powściągliwy. Lubiła krótkie formy narracyjne o przejrzystej kompozycji. Przedmiotem uwagi staje się człowiek obcujący z kulturą, także miłość, namiętność jako siły, czasem destrukcyjne, które władają jednostką. Ujawniają to liczne opowiadania (np. tom Kandelabr efeski), również niewielka powieść Ptasznik. Cechy te kulminują w ostatnim, wybitnym, dziele fabularnym pisarki – bogatej psychologicznie (jako studium kobiety) krótkiej powieści Szczelina (1967).
Ważne miejsce w dorobku Anny Kowalskiej zajmuje prowadzony od roku 1927 aż do śmierci (w ostatnich dniach życia już nie pisany, ale dyktowany córce) dziennik, dostępny od roku 2008 w skromnym, wobec ogromu rękopiśmiennego materiału, wyborze (choć tom liczy blisko 600 stron). Stanowi on refleksyjnie budowany autoportret, często w tonacji melancholii i smutku. Jest, dalej, intensywnym myślowo (i plastycznym literacko) świadectwem historii: spraw politycznych i życia literackiego. Stał się, wreszcie, świadectwem miłości do Marii Dąbrowskiej: jako fascynacji, lecz i udręki. Ponad 2 lata po śmierci przyjaciółki zapisała:
„Wciąż jestem zafascynowana Maryjką. Jakaż to była niezwykła, piękna, jedyna i tragiczna nasza przyjaźń i współżycie” (16 VIII 1967)
A 6 X 1968, w rocznicę urodzin Dąbrowskiej, podsumowała w dzienniku swe uczucie:
„...jaka była naprawdę, to ani listy, ani Dzienniki [Dąbrowskiej] nie oddają: i w radości, w roziskrzonym śmiechu i oćmie ponurości, rozpaczy, wódki. Była wielkoduszna i bardzo niegodziwa, wspaniała i kłótliwa w drobiazgach...”
Ważnym głosem krytycznoliterackim o osobie i twórczości Dąbrowskiej stał się esej o proustowskim tytule Czas oswojony, stanowiący wstęp do pierwodruku jej drugiej powieści, wydanej w 1969 jako Przygody człowieka myślącego.

### Anna i Jerzy Kowalscy
- Catalina – 1931
- Mijają nas – 1932
- Złota kula – 1933
- Gruce (z podtytułem: Powieść o lwowskiej rodzinie) – 1936
- Gąszcz – 1961

### Anna Kowalska
- Opowiadania greckie – 1949
- Uliczka klasztorna – 1949
- Wielka próba –1951
- Na rogatce (autobiograficzna) – 1953
- Wójt wolborski – 1955
- Astrea – 1956
- Nimfa – 1958
- Safona – 1959
- Kandelabr efeski – 1960
- Ołtarze – 1962
- Figle pamięci – 1963
- Ptasznik – 1964
- Wieża – 1966
- Trzy boginie – 1966
- Szczelina – 1967
- Dzienniki 1927–1969

## Ordery i odznaczenia
- Krzyż Komandorski Orderu Odrodzenia Polski
- Krzyż Oficerski Orderu Odrodzenia Polski (22 lipca 1953)[8]
- Srebrny Krzyż Zasługi
- Medal 10-lecia Polski Ludowej (19 stycznia 1955)[9]